# 因卡尼昂巴
因卡尼昂巴（Inkanyamba），又译因卡尼扬巴，据说是栖息于彼得马里茨堡附近，通常位于豪伊克瀑布的北部森林中的一种传说蛇类生物。 该地区的祖鲁部落相信它是一只头像马的大蛇。 在夏季最为活跃，它的愤怒会导致季节性风暴。神秘动物学家推测这种生物可能是某种类型的鰻鱼。